# 3-я гвардейская миномётная дивизия
3-я гвардейская миномётная дивизия — гвардейское соединение РККА Вооружённых Сил СССР, в Великой Отечественной войне. 
Гвардейская миномётная дивизия участвовала в Сталинградской битве, освобождении Украинской ССР и Польши, Берлинской и Пражской наступательных операциях. Полное действительное наименование после окончания войны — 3-я гвардейская Киевская Краснознамённая орденов Кутузова и Богдана Хмельницкого миномётная дивизия.

## История
3-я гвардейская тяжёлая миномётная дивизия сформирована в Москве в декабре 1942 года по приказу Народного Комиссара Обороны Союза ССР.
В её состав вошли управление, 4-я и 19-я гвардейские миномётные бригады, 312-й и 313-й гвардейские миномётные полки. В последующем состав миномётной дивизии неоднократно изменялся. На основном вооружении гвардейских миномётных бригад дивизии состояли пусковые установки «рамы М-30» для применения тяжёлых фугасных реактивных снарядов М-30; на основном вооружении гвардейских миномётных полков — реактивные системы БМ-13 («Катюши»).

### Боевой путь
В начале января 1943 года дивизия была переброшена под Сталинград и включена в состав Донского фронта. Первый залп произвела 10 января 1943 года по группировке противника, окружённой под Сталинградом. При её ликвидации огнём дивизии было уничтожено 35 вражеских танков, до 80 артиллерийских батарей, свыше 250 автомашин и много гитлеровцев.
С 12 февраля и до конца марта 1943 года дивизия находилась в резерве Ставки ВГК. В апреле была передана Брянскому фронту, в составе которого участвовала в Орловской наступательной операции 1943, поддерживала наступление соединений 3-й гвардейской танковой 63-й и 3-й армий.
В ходе освобождения Левобережной Украины последовательно поддерживала наступление войск 5-й гв., 47-й, 4-й Гв. и 40-й армий. С выходом войск к р. Днепр части дивизии были приданы 38-й, 40-й и 27-й армиям и вели боевые действия в их составе.
В Киевской наступательной операции дивизия поддерживала соединения 40-й, затем 38-й армии 1-го Украинского фронта (в котором действовала до конца войны). З ноября 1943 перед началом наступления войск фронта с Лютежского плацдарма произвела мощный дивизионный залп (3178 мин) по обороне противника, чем способствовала успеху её прорыва. За образцовое выполнение заданий командования в боях за г. Киев была удостоена почётного наименования «Киевской» (6 ноября 1943).
Во 2-й половине ноября — декабре 1943 года дивизия поддерживала войска, отражавшие контрнаступление в районах Житомира и южнее Фастова.
В ходе разгрома немецко-фашистских войск на Правобережной Украине дивизия участвовала в Житомирско-Бердичевской, Корсунь-Шевченковской и Проскуровско-Черновицкой наступательных операциях. За успешное выполнение заданий командования в этих операциях награждена орденом Красного Знамени (9 февр. 1944 года).
Умело действовали гвардейцы-миномётчики в Львовско-Сандомирской наступательной операции 1944 года. За доблесть и мужество, проявленные личным составом при освобождении г. Львов, дивизия была награждена орденом Кутузова 2-й степени (10 авг. 1944). В Сандомирско-Силезской наступательной операции 1945 дивизия, поддерживая наступление 5-й гвардейской, а затем 21-й армий, принимала участие в освобождении городов Гинденбург (Забже), Беутен (Бытом).
После форсирования р. Одер (Одра) совместно со стрелковыми и танковыми соединениями фронта вела бои по удержанию плацдарма на левом берегу реки, участвовала в окружении группировки немецко-фашистских войск в г. Бреслау (Вроцлав). За образцовое выполнение заданий командования при форсировании р. Одер и проявленные при этом личным составом доблесть и мужество была награждена орденом Богдана Хмельницкого 2-й степени (5 апр. 1945).
На завершающем этапе войны участвовала в Берлинской и Пражской наступательных операциях. День Победы встретила западнее г. Прага.

### Периоды вхождения в состав Действующей армии
- 3.1.1943-12.2.1943 года
- 28.4.1943-16.9.1944 года
- 22.11.1944-11.5.1945 года

Перечень № 6: Кавалерийские, танковые, воздушно-десантные дивизии и управления артиллерийских, зенитно-артиллерийских, минометных, авиационных и истребительных дивизий, входивших в состав действующей армии в годы Великой Отечественной войны 1941—1945 гг. / А. П. Покровский. — М.: Министерство обороны, 1965. — 77 с.

## Состав
(С 26.11.1942 по 15.02.1943): 3-я тяжелая гвардейская миномётная дивизия — 6-я и 7-я тяжёлые гвардейские миномётные бригады М-30, 313, 314, 315 и 316-й гвардейские миномётные полки М-13.

## В составе
В составе войск Донского, Брянского, с августа 1943 Воронежского (с 20 октября 1943 — 1-й Украинского) фронтов.
На 1 июня 1943 г. в составе 2-го артиллерийского корпуса прорыва находилась 3-я гвардейская миномётная дивизия.

## Командиры
- полковник, с января 1943 генерал-майор артиллерии Виктор Григорьевич Соловьёв (1942 – 43),
- полковник, с ноября 1944 генерал-майор Пётр Васильевич Колесников (1943 – 46).
- нач.штаба подполковник Белов Ефим Матвеевич (с 1.1943, затем ком-р 32 ГМБр), подполковник Павлов Николай Александрович (12.1944);  нач. опер. отд. штаба майор Овчаров Петр Семёнович (1.1943), майор Шаталенко Афанасий Иванович (1945, с 10.1945 — и. о. ком-р 21 ГМП);  замполит полковник Белобородов Степан Иванович;  замком майор Истомин (1944);

## Награды и наименования
| Награда (наименование)                | Дата        | За что получена |
| ------------------------------------- | ----------- | --- |
| Почетное звание «Гвардейская»         | 18.03.43 г. | присвоено приказом Народного комиссара обороны СССР 18 марта 1943 года за проявленные в боях в Сталинградской битве отвагу, стойкость, дисциплину и героизм личного состава . |
| Почётное наименование «Киевская»      | 31.08.1943  | присвоено приказом Верховного Главнокомандующего от 31 августа 1943 года за отличие в боях при освобождении г. Киева |
| Орден Красного Знамени                | 09.02.1944  | награждена указом Президиума Верховного Совета СССР от 9 февраля 1944 года за образцовое выполнение боевых заданий командования на фронте борьбы с немецкими захватчиками, успешное выполнение заданий командования в Житомирско-Бердичевской, Корсунь-Шевченковской и Проскуровско-Черновицкой наступательных операциях и проявленные при этом доблесть и мужество. |
| орден Кутузова II степени             | 28.05.1945  | награждена указом Президиума Верховного Совета СССР от 28 мая 1945 года за образцовое выполнение боевых заданий командования на фронте борьбы с немецкими захватчиками, при овладении г. Львов и проявленные при этом доблесть и мужество. |
| Орден Богдана Хмельницкого II степени | 05.04.1945  | награждена указом Президиума Верховного Совета СССР от 5 апреля 1945 года за образцовое выполнение боевых заданий командования на фронте борьбы с немецкими захватчиками, образцовое выполнение боевых задач при прорыве обороны немецко-фашистских войск при форсировании р. Одер и проявленные при этом доблесть и мужество.                                       |

## Отличившиеся воины
За героизм, проявленный в боях, несколько тысяч воинов дивизии награждены орденами и медалями, а двое удостоены звания Героя Советского Союза
 Герои Советского Союза:
- Дударенко, Андрей Емельянович, гвардии майор, заместитель командира по строевой части 15-й гвардейской миномётной бригады;
- Синенков, Дмитрий Маркович, гвардии майор, командир дивизиона 18-й гвардейской миномётной бригады.

 Кавалеры ордена Славы трёх степеней:
- Туркатов, Тимофей Антонович, гвардии старшина, командир расчёта 4 гвардейского минометного дивизиона 15-й гвардейской минометной бригады.